# 달북초등학교
달북초등학교는 대한민국 부산광역시 동래구에 있는 공립 초등학교이다.

## 학교 연혁
- 1985년 3월 1일: 개교
- 2021년 3월 1일: 양성평등교육 중점학교 운영(1년)
- 2024년 3월 4일: 놀봄교실 개설

## 학교 정보
영문: DALBUK elementary school